# Dhromolaxia
Dhromolaxia är en ort i Cypern.   Den ligger i distriktet Eparchía Lárnakas, i den östra delen av landet, 40 km sydost om huvudstaden Nicosia. Dhromolaxia ligger 31 meter över havet och antalet invånare är 5 240. Den ligger på ön Cypern.
Terrängen runt Dhromolaxia är lite kuperad. Havet är nära Dhromolaxia åt sydost.  Närmaste större samhälle är Larnaca, 6,2 km nordost om Dhromolaxia. Trakten runt Dhromolaxia består till största delen av jordbruksmark.
Medelhavsklimat råder i trakten. Årsmedeltemperaturen i trakten är 22 °C. Den varmaste månaden är augusti, då medeltemperaturen är 32 °C, och den kallaste är januari, med 12 °C. Genomsnittlig årsnederbörd är 480 millimeter. Den regnigaste månaden är december, med i genomsnitt 113 mm nederbörd, och den torraste är augusti, med 1 mm nederbörd.